# 姫咲しゅり
姫咲 しゅり（ひめさき しゅり、1984年3月19日 - ）は、日本のAV女優。ツートッププロ（ロータスグループ）所属だった。

## 略歴
宮城県出身。2003年、『第一回AVスター誕生』で優勝し、オーディションから45日目にアウダースジャパン専属女優としてAVデビューした。アウダースジャパンとしては2代目の専属女優であった。翌年、専属を離れてからは痴女・レズものを中心に活躍した。
左腕に弥勒菩薩の絵柄の刺青があり、綺麗なお姉さん系のイメージを保つためにファンデーションを塗るなどして刺青を隠して出演していたが、一部の作品では隠さずに出演した。
2006年6月、森下くるみ、星月まゆらとの共演SMレズ作品『縄・トライアングル レズビアン』（ドグマ）の発売をもって完全引退した。

## 出演作品
2003年
- 姫咲しゅり、デビュー（9月5日、アウダースジャパン）※デビュー作
- なりきり!おねだり社長秘書（10月10日、アウダースジャパン）
- FACE[フェイス]64（11月9日、アウダースジャパン）
- 激射vol.32（12月5日、アウダースジャパン）
- 恋人はサンタクロース～性夜の贈りもの～（12月20日、アウダースジャパン）

2004年
- 恥ずかしいコト。（1月9日、アウダースジャパン）[1]
- 激射vol.33（1月9日、アウダースジャパン）
- 雌女anthology#003（1月9日、アウダースジャパン）[1]
- しゅりフェチ（2月6日、アウダースジャパン）[1]
- Fine ファイン（3月12日、オーロラプロジェクト）
- 真 絶対服従10（4月2日、ゴーゴーズ）
- ヴィーナス・ラヴァーズ（4月13日、オーロラ・プロジェクト）
- 麗しのフェロモン魔性の性癖（4月14日、隼エージェンシー）
- 女戯（4月15日、スタイルアート）共演:瑞樹なな
- 蛇縛の家畜流産2（5月8日、アタッカーズ）[6]
- 絶対服従リベンジ4 雌犬調教編2（5月14日、ゴーゴーズ）
- 絶対服従リベンジ5 スパンキング・クリップ責め編2（5月14日、ゴーゴーズ）
- 絶対服従リベンジ6 水責め・泥水責め編2（5月14日、ゴーゴーズ）
- 素敵なオナペット いじめ抜いて（5月14日、隼エージェンシー）
- 使い捨てM奴隷Special　使い捨てW奴隷（5月15日、MOODYZ）[2]
- 淫乱お姉さん6人 舐めまくりしゃぶりまくりシゴきまくりザーメン抜きまくり 大人気有名女優6名厳選（5月19日、アイエナジー）
- 調教（6月1日、スタイルアート）
- 姫咲しゅりの表に出せないビデオ（6月12日、エイチエス映像）
- 誘惑ミセス60（6月25日、U&K）
- 完全淫女 姫咲しゅり（6月25日、ジャネス）
- ふたなり少女（7月9日、TMA）[7]
- レ・ズ・ビアン 15（7月9日、U&K）
- 美しい痴女の接吻とセックス8（7月10日、ドグマ）
- PUSSY&HIP（7月15日、スタイルアート）
- 過激サービスソープ嬢（7月23日、メディアバンク）
- cosple more 001#（8月1日、スタイルアート）
- アタッカーズ7周年記念スペシャル 淫獣女狐の欲望（8月8日、アタッカーズ）
- 顔面圧迫 1（8月11日、U&K）
- private dance（8月15日、スタイルアート）
- REAL-LESBIAN 姫咲しゅりwith矢崎茜（8月20日、ジャネス）
- マリア様がみている（8月20日、TMA）
- 極悪非道なザーメンマニアの勝手なリクエストに姫咲しゅりとゆりあが悲痛な叫びの後vol.1（9月9日、SODクリエイト）
- 極悪非道なザーメンマニアの勝手なリクエストに姫咲しゅりとゆりあが悲痛な叫びの後vol.2（9月9日、SODクリエイト）
- 淫語娘 ［責め好き変態美少女］（9月10日、アロマ企画）
- TRIPLE（9月15日、スタイルアート）
- 巫女物語（9月17日、TMA）[7]
- 調教レズ 1（9月24日、ジャネス）共演:井上雅
- 拘束椅子レズビアン 姫咲しゅり・三上翔子（10月10日、ドグマ）
- 近親相姦 究極の欲望・禁じられた関係（11月1日、スタイルアート）
- 隠語で唾液なワイセツ女医（11月3日、ワープエンタテインメント）
- Back★s 1（11月5日、ジャネス）
- LEG SEX II 3（11月5日、ジャネス）
- 真メイドバトルNo.2DPG（11月、メディアアーツ）共演:柿本彩菜
- 痴BODY ～エロマゾヒスト～（12月3日、GLAY'z）
- 女処刑人外伝　アナル凌辱忍法帖（12月8日、アタッカーズ）[6]
- 姉に犯されろ!（12月10日、ドグマ）
- メイド姉妹（12月10日、TMA）
- 金玉痴女 美人のお姉さんのM男君オチンポいじめ!!（12月24日、ジャネス）

2005年
- コスプレしゅりのオナニーナビゲーター（1月10日、ドグマ）
- 温泉旅館の若女将　姫咲しゅり（1月14日、TMA）[7]
- 超股間主義（1月15日、スタイルアート）
- private dance2（1月15日、スタイルアート）
- 寸止め生殺し痴女（2月4日、ジャネス）
- 白衣の天使・中出し20連発（2月4日、アイエナジー）
- ダーツバーのきれいなお姉さんがしてあげる（2月15日、ジェイモデル）
- 姫咲しゅり・青木玲・椎名まゆみのソフト・オン・デマンド社員 抜き打ちチ○ポ検査（2月17日、SODクリエイト）
- 嫉妬と悲鳴（2月25日、シネマジック）
- 生撮りまる秘映像9（3月18日、ジャネス）
- Chiyo【恥女】（3月18日、ジャネス）
- 淫校ロマンシング レズビアン学園（4月8日、ビッグモーカル）
- 痴女の性欲（4月10日、ドグマ）
- OVER DRIVE（4月15日、スタイルアート）
- 淫乱お姉さん6人 舐めまくりしゃぶりまくりシゴきまくりザーメン抜きまくり 大人気有名女優6名厳選（5月19日、アイエナジー）
- エッチなナースの性感帯クリニック（5月20日、ジャネス）
- 撮影現場控室でAVアイドルがAVアイドルに告白レズガチンコ（6月20日、ホットエンターテイメント）
- コスプレヴァーチャル痴女のカメラ目線であえぎ顔（7月1日、ジャネス）
- 真 絶対服従 拾「ゴメンナサイ…もぅ、許して下さい…。」（7月1日、ゴーゴーズ）
- SYURI・HIMESAKI・Special（7月7日、アタッカーズ）[6]
- ネチる。（7月14日、アウダースジャパン）[1]
- ゴックンくらぶ 7（8月1日、MOODYZ）[2]
- 癒らし。7（8月5日、アウダースジャパン）
- 拘束椅子トランス（8月15日、ドグマ）
- 龍縛監禁凌辱スペシャル 奴隷島（9月7日、アタッカーズ）[6]
- エロスの王宮（9月13日、MOODYZ）[2]
- 痴女 × M女 2（10月7日、ジャネス）
- 女子校生レズビアン（10月21日、ジャネス）
- ヴァーチャルカメラ目線でしゅりちゃん完全独り占め、姫咲しゅりと2人きりのH（11月4日、ジャネス）

2006年
- 濡れた双月・山月館連続殺人事件（1月7日、アタッカーズ）[6]
- エロスの王宮 ～最終章～（2月1日、MOODYZ）[2]
- 縄・トライアングル レズビアン（6月19日、ドグマ）※引退作
- 女優ベスト 姫咲しゅり（7月19日、ドグマ）※総集編

2007年
- 32人の乳も見インタビュー 4時間（8月10日、TMA）

2010年
- 女に虐められる女たち S女M女同性調教秘宝館 （12月1日、シネマジック）